# 高橋伯明
高橋伯明（1992年6月1日—），隸屬於Jobby Kids的演員。

## 演出

### 電影
- 釣魚傻瓜日誌15（松竹、2004年）。
- 狼少女（BASARA Pictures、2005年）。
- 日本沉沒（翻拍版）（2006年）。
- （2007年）。
- MEMO（2007年）飾演金子。

### 電視劇
- 菊次郎與早紀（朝日電視台、2003或2005年（確實參演輯數不明））。
- 4TEEN（WOWOW、2004年）。
- 愛的劇場 （東京廣播公司、2005年）。
- 女王的教室（日本電視台、2005年）飾演6年3班學生地井圭次。
- 演歌女王（第3幕）（日本電視台、2007年1月27日）。
- 3年B組金八先生（第8輯）（東京廣播公司、2007年10月 - 2008年3月）飾演川瀨光也。
- 熱血律師（第5、6集）（日本電視台、2008年5月14、21日）。
- 3年B組金八先生FINAL～「最後的贈言」（東京廣播公司、2011年）飾演川瀨光也。

### 其他電視節目
- TIN TIN TOWN!（兒童節目）（日本電視台、2002-2004年（確實出席集數不詳））
- （資訊節目）（富士電視台、2003-2004年（確實出席集數不詳））

### 廣告
- Sony「So-net」
- 「Dragon Warrior Caravan Heart」
- 「AEON顧客感謝日」

### 舞台劇
- 黃昏的童話（2007年）飾演守。

### 互聯網
- 「任天堂DS」

### 模特兒
- 「YAMAHA英語教室」海報
- 「Z會」小冊子

### 音樂錄影帶
- SMAP「給朋友～Say What You Will～」

## 外部連結
- 官方個人詳細資料